# Hunter Hunted (videojuego)
Hunter Hunted es un juego de computadora de acción de desplazamiento lateral desarrollado por K.A.A. y distribuido por Sierra On-Line el 8 de noviembre de 1996. El jugador controlará a una criatura humanoide, la cual puede ser un humano musculoso llamado Jake o un minotauro llamado Garathe Den, quien luchará contra los enemigos, completará objetivos y deberá encontrar la salida escondida en cada nivel. De estos dos personajes, Garathe tiene fuerza y resistencia superiores, mientras que Jake puede aprovechar el armamento más sofisticado.

## Trama
El juego está ambientado en 2015, años después de que la Tierra fue invadida por una raza de guerreros alienígenas tecnológicamente superiores conocidos como los «maestros». Tras la rápida invasión de la Tierra por la raza alienígena, la gran mayoría de la humanidad ha sido exterminada, y los pocos sobrevivientes restantes fueron esclavizados y forzados a pelear en las ruinas de las ciudades de la Tierra para el entretenimiento de los maestros. El planeta ficticio Kullrathe también fue invadido por los maestros, y sus habitantes minotauros fueron encerrados en campos de concentración, siendo forzados a jugar el juego de Hunter Hunted (cazador cazado en español) para el entretenimiento de los alienígenas.
Jake y Garathe Den deben encontrar partes de autos, que están esparcidas en las profundidades de las arenas de batalla, para construir un vehículo y escapar de los maestros. La relación entre Garathe y Jake no queda clara en el juego, ya que en algunos de los videos del juego se muestra a Garathe intentando cazar a Jake, pero escaparán juntos en el aerodeslizador cuando se encuentren todas las partes.
La historia de Hunter Hunted se conectó con el universo de Metaltech: Earthsiege como una especie de precuela. Aunque Hunter Hunted y los primeros dos juegos de Earthsiege no se referencien prácticamente nada entre ellos, el argumento de Starsiege hace de Hunter Hunted gran parte de su historia de fondo. A pesar de que la mayoría de las referencias de la historia de Hunter Hunted se encuentre en los materiales impresos de los compañeros, varios personajes referencian a una figura religiosa conocida como «Jake Hunter», quien (de acuerdo con sus seguidores) salvó a la humanidad de una raza de alienígenas.

## Jugabilidad
El juego se puede jugar con uno o dos jugadores: tiene 65 misiones de un jugador y 35 misiones multijugador (20 misiones cabeza a cabeza y 15 misiones cooperativas). Un complemento opcional proporciona 15 misiones nuevas para un jugador, dos misiones cabeza a cabeza nuevas, y tres misiones cooperativas más. En total existen 120 misiones en el juego.
Las misiones pueden completarse en cualquier orden. Además, las primeras misiones son tutoriales que proporcionarán algunos consejos.
Las misiones se dividen en dos grupos: «Cazador» y «Cazado». Las misiones de «Cazador» permiten cazar a varios monstruos con una gran cantidad de munición, mientras que las misiones de «Cazado» hacen énfasis en permanecer vivo con recursos limitados, mientras uno se enfrenta a varios obstáculos o cazadores controlados por la IA.
Como muchos juegos de desplazamiento lateral de la época, la mayoría de los niveles consisten de varios planos paralelos por los que se podrá mover el personaje jugador. El personaje del jugador puede moverse entre las habitaciones por medio de puertas o ventanas.
También podrán apoyarse sobre las paredes para evadir proyectiles como en Blackthorne. Los oponentes humanos y minotauros controlados por la IA pueden hacer lo mismo.

## Recepción
El juego recibió reseñas moderadamente positivas. Chris Hudak de GameSpot aclamó la capacidad de moverse entre múltiples planos, los efectos de sonido y la banda sonora. El juego le resultó poco revolucionario en el género de los shooters laterales, pero lo sintió como «un salto de nivel en la dirección correcta». Un crítico de Next Generation lo llamó «una buena demostración en el mundo de los shooters plataformeros laterales», citando los diseños de niveles, el soporte nativo de gamepads, y la rejugabilidad del modo multijugador. Sin embargo, advirtió que los controles son «un poco pegajosos» y no ofrecen el nivel de control típico de los juegos de consola del mismo género.